# دیمین شزل
دیمین سِیِر شزل (انگلیسی: Damien Sayre Chazelle؛ زادهٔ ۱۹ ژانویه ۱۹۸۵) کارگردان، فیلم‌نامه‌نویس و تهیه‌کنندهٔ فرانسوی-آمریکایی است. او در دوران نوجوانی به عنوان درامر در گروه‌های مختلف موسیقی فعالیت می‌کرد و علاقه داشت تا در زمینه موسیقی کار کند اما بعد از آنکه متوجه شد نمی‌تواند در این عرصه به آنچه دلخواهش است برسد، تصمیم گرفت سینما را دنبال کند. شزل دوران تحصیلات خود در زمینه سینما را در دانشگاه هاروارد پشت سر گذاشت و فعالیت رسمی خود را از سال ۲۰۰۸ آغاز کرد. در زمان شروع کارش در هالیوود؛ شزل بیشتر فیلم‌نامه آثار درجه دو ترسناک را بازنویسی می‌کرد تا صرفاً بتواند پولی به دست آورد. شزل نخستین فیلم خود را با عنوان گای و مدلین روی نیمکت پارک در سال ۲۰۰۹ ساخت و توانست برای اولین بار نام خود را بر زبان‌ها بیندازد. اولین موفقیت جدی شزل در سال ۲۰۱۴ و با ساخت فیلم ویپلش رقم خورد. ویپلش یا همان شلاق با واکنش بسیار مثبت منتقدان و تماشاگران همراه شد و نامزد پنج جایزه اسکار شد، از جمله بهترین فیلم، بهترین فیلم‌نامه اقتباسی، بهترین بازیگر نقش مکمل مرد، بهترین صدابرداری و بهترین تدوین که در این میان فقط در بردن جایزه بهترین فیلم و جایزه بهترین فیلمنامه اقتباسی ناموفق بود.
بعد از موفقیت‌های ویپلش، شزل به سراغ یکی از ایده‌های قدیمی خود رفت و فیلم لا لا لند را با بازی اما استون و رایان گاسلینگ در سال ۲۰۱۶ ساخت. ایده اصلی این فیلم در سال ۲۰۱۰ و در دوران دانشگاه به ذهن شزل رسید و او با کمک دوست خود جاستین هورویتز نوشت. لا لا لند با تحسین جهانی همراه شد و منتقدان آن را یکی از بهترین فیلم‌های موزیکال در تمام ادوار تاریخ سینما می‌دانند. فیلم در یک اتفاق کم سابقه، در ۱۴ رشته، نامزد جایزه اسکار شد که توانست شش جایزه از جمله جایزه اسکار بهترین کارگردانی برای شزل را به‌دست آورد که این مسئله، شزل را تبدیل به جوانترین شخصی کرد که تا کنون این جایزه را برده‌است. شزل برای ساخت لا لا لند جوایز بسیار زیادی دریافت کرد. از جمله: جایزه گلدن گلوب بهترین کارگردانی، جایزه گلدن گلوب بهترین فیلم‌نامه و جایزه بفتای بهترین کارگردانی. بعد از موفقیت‌های لا لا لند، شزل با چندین پیشنهاد کارگردانی مواجه شد. او در سال ۲۰۱۸، چهارمین اثر خود با عنوان نخستین انسان را ساخت. شزل در این فیلم دوباره با گاسلینگ همکاری کرد. داستان نخستین انسان دربارهٔ زندگی نیل آرمسترانگ، فضانورد معروف آمریکایی است. نخستین انسان با واکنش مثبت منتقدان مواجه شد و در نقدهای منتشر شده؛ از کارگردانی شزل به عنوان یکی از نقاط قوت فیلم یاد شد.
سریال موزیکال ادی که شزل دو قسمت نخست آن را کارگردانی کرده‌است توسط نت‌فلیکس در سال ۲۰۲۰ منتشر شد.
شزل در ۲۰۲۲ کمدی-درام تاریخیِ بابیلون را با بازی برد پیت و مارگو رابی ساخت که شرح وقایع ظهور و افول چندین شخصیت در طول دوران تحول هالیوود از فیلم‌های صامت به فیلم‌های صدادار در اواخر دههٔ ۱۹۲۰ را به تصویر می‌کشد. به عنوان فیلم‌نامه‌نویس؛ شزل تا کنون فیلم‌نامه آثاری همچون شماره ۱۰ خیابان کلاورفیلد و پیانو بزرگ را نوشته‌است.

## از آغاز تا اکنون
دیمین شزل در تاریخ ۱۹ ژانویه ۱۹۸۵ در خانواده‌ای که اهل کلیسای کاتولیک بودند به دنیا آمد. او متولد شهر پراویدنس در رود آیلند است. مادرش، سیلیا شزل نویسنده و پژوهشگر تاریخ است که در دانشگاه نیوجرسی تدریس می‌کند و اصالتی کانادایی دارد. پدرش، برنارد شزل نیز پژوهشگر علوم کامپیوتری است که در دانشگاه پرینستون درس خوانده و اصالتی فرانسوی دارد. دیمین یک خواهر کوچکتر از خود بنام آنا دارد که بازیگر است و البته مثل خود شزل علاقه‌ای شدید به موسیقی دارد.
ساختن فیلم و ورود به سینما از علایق و آرزوهایی کودکی دیمین بوده‌است اما او بیشتر از هر چیزی می‌خواسته در زمینه موسیقی فعالیت کند و برای همین به دبیرستان پرینستون رفت تا بتواند رویایش را دنبال کند اما در دبیرستان با معلمی بسیار سخت گیر رو به رو شد که بعداً شخصیت «ترنس فلچر» در ویپلش را با الهام از او نوشت و بسیاری از اتفاقات دوران دبیرستانش را نیز در این فیلم به تصویر کشید. دیمین که فهمید در عرصه موسیقی به آنچه دلش می‌خواهد نمی‌رسد تصمیم گرفت تا فیلمسازی را پیگیری کند. البته او بی خیال موسیقی نشد و در بعضی از گروه‌های موسیقی و اجراهای زنده به عنوان درامر فعالیت می‌کرد. شزل همچون پدر و مادرش تحصیلات آکادمیک بسیار قوی دارد. او برای دنبال کردن سینما وارد دانشگاه هاروارد شد. ورود به هاروارد به گفته خودش یکی از مهم‌ترین اتفاقات زندگیش است زیرا در طول دوران تحصیل با جاستین هورویتز هم اتاقی شد و دوستیش با او شکل گرفت. دیمین در دوران دانشگاه فیلمنامه لالا لند را با کمک هورویتز نوشت. هورویتز ترانه‌های فیلم و خودش متن فیلمنامه را نوشت به امید اینکه بتواند روزی آن را بسازد. آرزویی که حدود شش سال بعد به حقیقت پیوست و یکی از تحسین شده‌ترین فیلم‌های تاریخ سینما ساخته شد.

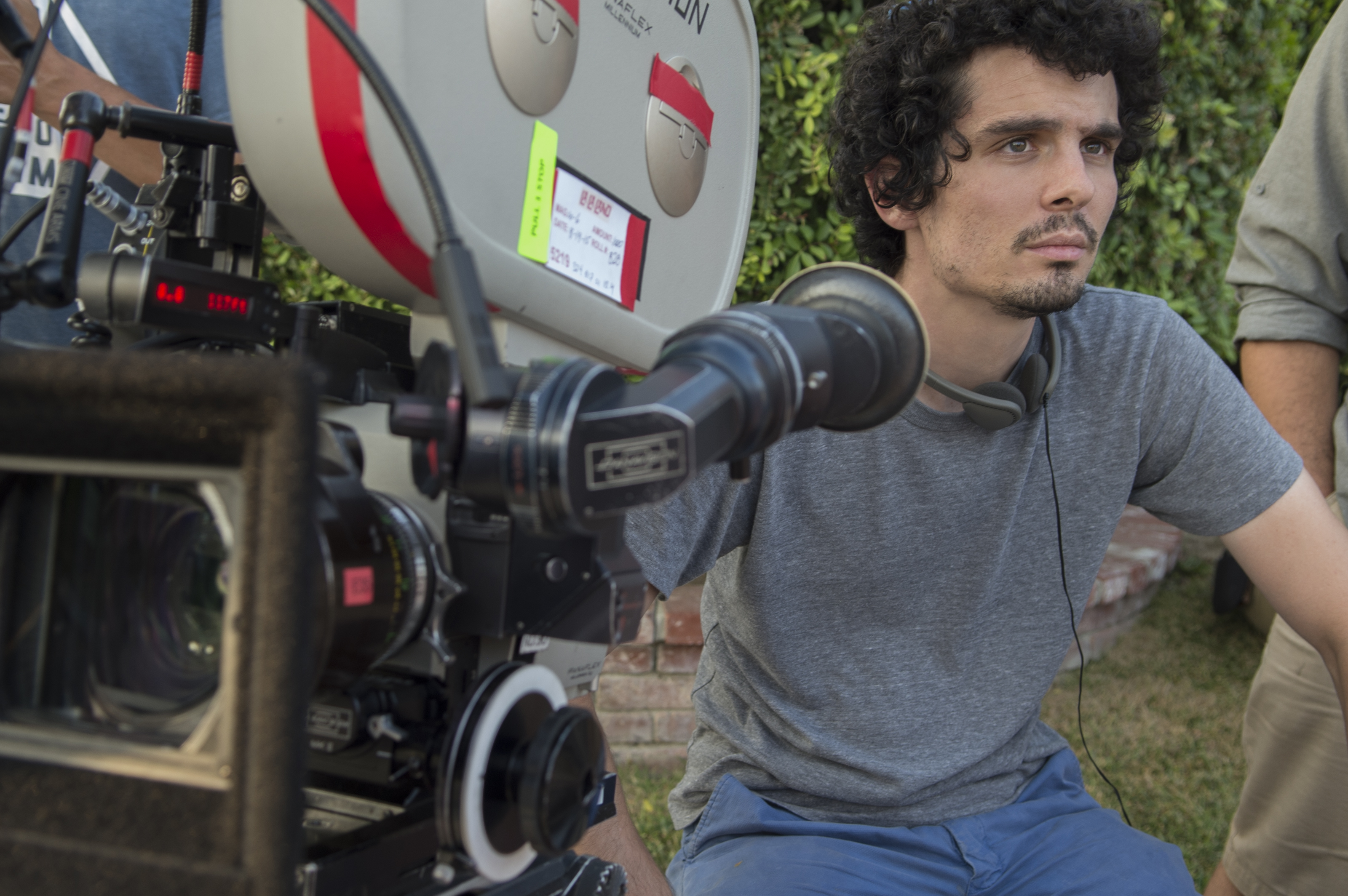
دیمین شزل در پشت صحنه فیلم لالالند

## فیلم‌شناسی

### سینما
| سال  | عنوان                      | کارگردان | نویسنده | تهیه‌کننده | توضیحات                                                                         |
| ---- | -------------------------- | -------- | ------- | --------- | ------------------------------------------------------------------------------- |
| ۲۰۰۹ | گای و مدلین روی نیمکت پارک | آری      | آری     | آری       | نویسنده و کارگردان و تهیه‌کننده و مدیر فیلمبرداری خودش بود.                      |
| ۲۰۱۳ | ویپلش                      | آری      | آری     | نه        | فیلم کوتاه                                                                      |
| ۲۰۱۳ | آخرین جنگیری قسمت ۲        | نه       | آری     | نه        | فیلمنامه را بازنویسی کرده‌است.                                                   |
| ۲۰۱۳ | پیانوی بزرگ                | نه       | آری     | نه        | طرح اصلی فیلمنامه از خود او بود.                                                |
| ۲۰۱۴ | ویپلش                      | آری      | آری     | نه        | بر اساس فیلم کوتاه خودش با همین اسم. برنده سه جایزه اسکار.                      |
| ۲۰۱۶ | شماره ۱۰ خیابان کلاورفیلد  | نه       | آری     | نه        | فیلمنامه را بازنویسی کرده‌است.                                                   |
| ۲۰۱۶ | لا لا لند                  | آری      | آری     | نه        | برنده هفت جایزه گلدن گلوب و شش جایزه اسکار از جمله جایزه اسکار بهترین کارگردانی |
| ۲۰۱۸ | نخستین انسان               | آری      | نه      | آری       | برنده یک جایزه گلدن گلوب و نامزد چهار جایزه اسکار                               |
| ۲۰۲۲ | بابیلون                    | آری      | آری     | نه        |                                                                                 |

### تلویزیون
| سال  | عنوان | کارگردان | نویسنده | تهیه‌کننده اجرایی | توضیحات                    |
| ---- | ----- | -------- | ------- | ---------------- | -------------------------- |
| ۲۰۲۰ | ادی   | آری      | نه      | آری              | مینی‌سریال اینترنتی، ۲ قسمت |

## جوایز
| سال  | عنوان        | جوایز اسکار | جوایز اسکار | جوایز بفتا | جوایز بفتا | جوایز گلدن گلوب | جوایز گلدن گلوب |
| سال  | عنوان        | نامزدی      | برد         | نامزدی     | برد        | نامزدی          | برد             |
| ---- | ------------ | ----------- | ----------- | ---------- | ---------- | --------------- | --------------- |
| ۲۰۱۴ | ویپلش        | ۵           | ۳           | ۵          | ۳          | ۱               | ۱               |
| ۲۰۱۶ | لا لا لند    | ۱۴          | ۶           | ۱۱         | ۵          | ۷               | ۷               |
| ۲۰۱۸ | نخستین انسان | ۴           | ۱           | ۷          |            | ۲               | ۱               |
| کل   | کل           | ۲۳          | ۱۰          | ۲۳         | ۸          | ۱۰              | ۹               |

بازیگران برنده و نامزد جایزهٔ اسکار
| جایزه اسکار بهترین بازیگر مرد          |               |           |          |
| ۲۰۱۶                                   | رایان گاسلینگ | لا لا لند | نامزدشده |
| جایزه اسکار بهترین بازیگر زن           |               |           |          |
| ۲۰۱۶                                   | اما استون     | لا لا لند | برنده    |
| جایزه اسکار بهترین بازیگر نقش مکمل مرد |               |           |          |
| ۲۰۱۴                                   | جی.کی. سیمونز | ویپلش     | برنده    |